# Figaró-Montmany
Figaró-Montmany – gmina w Hiszpanii, w prowincji Barcelona, w Katalonii, o powierzchni 14,92 km². W 2011 roku gmina liczyła 1103 mieszkańców.